# Limnephilus rohweri
Limnephilus rohweri là một loài Trichoptera trong họ Limnephilidae. Chúng phân bố ở miền Tân bắc.